# Magnae Dei matris
Magnae Dei matris  (Große Gottesmutter) ist eine Enzyklika von Papst Leo XIII., sie wurde am 8. September 1892 veröffentlicht und trägt den Untertitel: „Der Rosenkranz und das christliche Leben“.

## Die Besonderheiten des Rosenkranzgebetes
Mit dieser Enzyklika setzt er die Reihe der Rosenkranzenzykliken fort und hebt folgende Merkmale hervor:
- Die besondere Hingabe Gottes zur Gottesmutter Maria und das große Vertrauen
- Der Rosenkranz als Hilfsmittel und Stimme des Gebetes
- Über die Gnade der Gottesmutter und die tiefe Verbindung zu Jesus
- Der Glaube an den Rosenkranz, seine Geheimnisse und das ständige Rosenkranzgebet
- Im Rosenkranz wird Maria mit ihrem Leben als  ein Vorbild dargestellt
- Das ständige Rosenkranzgebet diene der Frömmigkeit und ist die heilige Quelle des göttlichen Trostes

## Rosenkranzenzykliken
Diese Enzyklika steht in enger Verbindung zu den von Leo XIII. zuvor herausgegebenen Rosenkranzenzykliken:
- Supremi apostolatus officio 1883
- Superiore anno 1884
- Octobri mense 1891